# Casabona
Casabona (en calabrés: Casivonu) es una localidad italiana de la provincia de Crotona, región de Calabria, con 2.949 habitantes (2008).

## Historia
Las leyendas en torno a Casinova, o lo que más tarde sería Casabona, se remontan a la antigüedad. Según Estrabón, el mítico rey Filoctetes estableció varias ciudades en Italia, entre ellas Petilia (o Petelia), la antigua Crimissa y un asentamiento llamado Chone. Se cree que esta Chone, parte de la Magna Grecia, era la antigua Casabona.
También narra que en su territorio vivían los choni, un antiguo pueblo cuyos orígenes se remontan quizás a los caones de Epiro. Los numerosos artefactos de la Primera Edad del Hierro procedentes del territorio y conservados en el Museo archeologico nazionale di Crotone y en el Museo archeologico nazionale di Reggio Calabria, junto con los pertenecientes a la Colección Tallarico (que fueron robados, parcialmente recuperados y depositados durante años en la Superintendencia para los Bienes Arqueológicos de Liguria), sugieren que la zona estuvo habitada por poblaciones de estirpe enotriana.
Una referencia temprana a la ciudad data de 1198, cuando el papa Inocencio III escribió una carta a un tal Nicodemo para confirmar la existencia de ciertos bienes en el "territorio de Casabona", una serie de bienes que incluyen una iglesia dedicada a San Dionigi. Hacia 1300, Casabona era la última ciudad de los feudos de la familia Abenante. En 1472, pasó a manos de Diego di Cavaniglia, conde de Montella. Tras la invasión del reino de Nápoles por Carlos VIII de Francia, la ciudad fue vendida a la Casa de Barcelona.
Casabona fue destruida al menos una vez por un gran terremoto, aunque no se sabe con certeza cuándo ocurrió. Probablemente, la ciudad fue destruida por los terremotos de Calabria de 1638, aunque también les habría afectado un seísmo en 1783. En cualquier caso, los terremotos destruyeron casi todo la ciudad, excepto el convento de San Bernardino, alrededor del cual se reunió parte de la población para las tareas de reconstrucción.

### Zinga
Según una memoria dejada por los arciprestes y coadjutores que administraron la iglesia de Casabona de 1908 a 1913, se creía que Federico II, duque de Suabia, había fundado Zinga, originalmente llamada Cinga, estableciéndose la parroquia en 1343. Sin embargo, no hay registros de esta época que mencionen a Cinga; una cédula de 1276 menciona Cerenzia, Caccuri y Casabona, pero no Cinga. Es más probable que la fundación de Cinga se remonte a la guerra de las Vísperas Sicilianas, en torno a la época en que los almogávares asediaron Umbriatico y las tierras circundantes de Santa Marina, San Nicola dell'Alto y Maratea.

## Evolución demográfica
| Gráfica de evolución demográfica de Casabona entre 1861 y 2001 |
|                                                                |
| Fuente ISTAT - Elaboración gráfica por parte de Wikipedia      |